# لی چپمن
لی چپمن (انگلیسی: Lee Chapman؛ زادهٔ ۵ دسامبر ۱۹۵۹) یک بازیکن فوتبال، و رستوران‌دار اهل بریتانیا است.